# 中国历史研究院
39°59′51″N 116°23′43″E / 39.99759°N 116.39529°E
中国历史研究院（Chinese Academy of History）是于2019年创办的一家历史研究机构，隶属于中国社会科学院。

## 历史
早在中国共产党在延安时期，延安马列学院于1938年9月开始设置中国史研究室，指导教师为范文澜。1949年11月，中国科学院成立；次年，中国科学院的第一批研究所相继成立，其中包括考古研究所、历史研究所和近代史研究所。1964年5月，世界史研究所从历史研究所中拆分出来。
1977年5月，经中央决定，中国科学院哲学社会科学部整体拆分，成立中国社会科学院；四个历史研究所也改隶新成立的中国社会科学院。此后于1983年成立中国边疆研究所。2006年8月，中国社会科学院实施学部制，考古、历史、近代史、世界史、中国边疆五个研究所属历史学部。
2019年1月3日，经中央批准，在中国社会科学院历史学部下设置历史理论研究所，历史研究所更名为古代史研究所，同时以中国社会科学院历史学部为基础，组建中国历史研究院，下设考古研究所、古代史研究所、近代史研究所、世界历史研究所、中国边疆研究所、历史理论研究所（均为加挂），负责统筹指导全国历史研究工作，制定研究规划。中共中央总书记习近平致贺信祝贺中国历史研究院成立。当天，中共中央宣传部部长黄坤明在北京市朝阳区的中国国学中心为中国历史研究院揭牌。
2019年6月，中国历史研究院开通了官方微博。2019年6月3日，中國歷史研究院與澳門科技大學簽署合作協定，聯合成立中國歷史研究院澳門歷史研究中心。
2022年5月，中国社会科学院新三定方案公布，明确为国务院直属正部级事业单位，中国历史研究院是社科院的历史学部。

## 机构设置
根据有关规定，中国历史研究院设置下列机构：

### 内设机构
- 综合处
- 调研稽查处
- 人事处（党委办公室、纪委办公室）
- 财务与资产处
- 保卫处
- 后勤与服务处
- 专项工作处
- 科研规划处
- 成果评价处
- 合作交流处
- 图书档案馆
- 博物馆
- 信息化办公室
- 历史研究杂志社
- 历史文化传播中心

### 直属事业单位
- 中国社会科学院考古研究所（中国历史研究院考古研究所）
- 中国社会科学院古代史研究所（中国历史研究院古代史研究所）
- 中国社会科学院近代史研究所（中国历史研究院近代史研究所）
- 中国社会科学院世界历史研究所（中国历史研究院世界历史研究所）
- 中国社会科学院中国边疆研究所（中国历史研究院中国边疆研究所）
- 中国社会科学院历史理论研究所（中国历史研究院历史理论研究所）

## 历任领导
院长
1. 高翔（2019年1月至今，2019年1月至2022年12月中国社会科学院副院长兼，2022年12月至今中国社会科学院院长兼）